# WK Reszetyliwka
WK Reszetyliwka (ukr. ВК «Решетилівка») – ukraiński klub siatkarski z Reszetyliwki założony 8 lipca 2019 roku. W sezonie 2019/2020 doszedł do finału Pucharu Ukrainy. Od sezonu 2021/2022 gra w najwyższej klasie rozgrywkowej – Superlidze.

## Historia
Klub siatkarski Reszetyliwka założony został 8 lipca 2019 roku z inicjatywy przewodniczącego Rady Obwodu Połtawskiego Ołeksandra Biłenkiego oraz sekretarz Rady Miejskiej Reszetyliwki Oksany Diadiunowej.
W sezonie 2019/2020 Reszetyliwka startowała w II lidze stanowiącej czwarty poziom rozgrywkowy. W fazie zasadniczej wygrała wszystkie 7 meczów w grupie A. Zwyciężyła również w turnieju finałowym, który rozegrany został w dniach 19-21 czerwca 2020 roku w hali sportowej połtawskiej fabryki szkła medycznego, zostając mistrzem II ligi. W Pucharze Ukrainy zespół doszedł do finału, w którym przegrał z klubem Żytyczi-ŻNAEU Żytomierz. Po raz pierwszy w historii klub grający w II lidze zagrał w finale krajowego pucharu.
Po zdobyciu mistrzostwa II ligi prezes Ołeksandr Biłenki zapowiedział, że klub będzie się starał uzyskać licencję na grę bezpośrednio w wyższej lidze (drugi poziom rozgrywkowy). Cel ten udało się osiągnąć. W fazie zasadniczej wyższej ligi Reszetyliwka zajęła 3. miejsce z dorobkiem 9 zwycięstw i 3 porażek. Fazę finałową zakończyła na 2. miejscu (za klubem Dnipro), uzyskując prawo gry w barażach o Superligę. W barażach w serii do trzech zwycięstw Reszetyliwka pokonała 3-1 WSK MCHP-Winnica i tym samym awansowała do Superligi.
W debiutanckim sezonie w najwyższej klasie rozgrywkowej Reszetyliwka zajęła 6. miejsce na 8 startujących drużyn. Sezon ten nie został dokończony ze względu na inwazję Rosji na Ukrainę.
W sezonie 2022/2023 Reszetyliwka udział w Superlidze zakończyła na ostatnim, 8. miejscu. W ligowym pucharze przegrała ćwierćfinałowy mecz z klubem MCHP-Winnica-SZWSM. W sezonie 2023/2024 natomiast zajęła 5. miejsce w klasyfikacji końcowej Superligi i doszła do ćwierćfinału krajowego pucharu.

## Bilans sezonów
| Sezon     | Rozgrywki ligowe | Rozgrywki ligowe | Puchar      |
| Sezon     | Poziom           | Miejsce          | Puchar      |
| --------- | ---------------- | ---------------- | ----------- |
| 2019/2020 | II liga          | 1/16             | finał       |
| 2020/2021 | Wyższa liga      | 2/13             | IV runda    |
| 2021/2022 | Superliga        | 6/8              | —           |
| 2022/2023 | Superliga        | 8/8              | ćwierćfinał |
| 2023/2024 | Superliga        | 5/9              | ćwierćfinał |
| 2024/2025 | Superliga        | 5/8              | II runda    |

Poziom rozgrywek:
     pierwszy poziom
     drugi poziom
     trzeci poziom
     czwarty poziom

## Osiągnięcia
Puchar Ukrainy:
- 2. miejsce (1x): 2020

Wyższa liga:
- 2. miejsce (1x): 2021

## Trenerzy
| Trener                | Od         | Do         | *             |
| --------------------- | ---------- | ---------- | ------------- |
| Ihor Semencza         | 8.11.2019  | 31.01.2020 | [ 14 ]        |
| Serhij Kotʹman (p.o.) | 1.02.2020  | 30.06.2020 |               |
| Serhij Pobereżczenko  | 1.07.2020  | 30.04.2021 | [ 15 ]        |
| Serhij Sosnin         | 26.05.2021 | 21.11.2022 | [ 16 ] [ 17 ] |
| Ołeksandr Frołow      | 21.11.2022 | 31.05.2023 | [ 18 ]        |
| Serhij Sosnin         | 1.06.2023  | 31.05.2024 | [ 19 ]        |
| Andrij Łewczenko      | 11.06.2024 |            | [ 20 ]        |